# Jakob Prandtner

Jakob Prandtner

Jakob Prandtner (* 4. September 1819 in Waging; † 1. Februar 1893 in Traunstein) war ein bayerischer Kaufmann und Politiker.
Prandtner war von 1857 bis 1872 Bürgermeister seiner Heimatstadt Traunstein. Von 1863 bis 1869 vertrat er zudem den Wahlbezirk Traunstein in der Kammer der Abgeordneten des Bayerischen Landtags.

## Quelle
- Jakob Prandtner in der Parlamentsdatenbank des Hauses der Bayerischen Geschichte in der Bavariathek

| Personendaten    | Personendaten         |
| ---------------- | --------------------- |
| NAME             | Prandtner, Jakob      |
| KURZBESCHREIBUNG | bayerischer Politiker |
| GEBURTSDATUM     | 4. September 1819     |
| GEBURTSORT       | Waging                |
| STERBEDATUM      | 1. Februar 1893       |
| STERBEORT        | Traunstein            |